# Pleurothallis navilinguis
Pleurothallis navilinguis är en orkidéart som beskrevs av Heinrich Gustav Reichenbach. Pleurothallis navilinguis ingår i släktet Pleurothallis och familjen orkidéer.
Artens utbredningsområde är Colombia. Inga underarter finns listade i Catalogue of Life.